# Павлович Яків Мар'янович
Яків Мар'янович Павлович (нар. 15 грудня 1940, с. Моньки, Красилівський район, Хмельницька область — 10 вересня 2024) — художник-графік, дизайнер. Член Національної спілки художників України (1989). Член Національної спілки журналістів України(1995). Лауреат премії ім. В. Розвадовського (2001).

## Біографія
Павлович Яків Мар'янович народився 15 грудня 1940 р. в с. Моньки Красилівського району Хмельницької області.
1968 р. — закінчив Ашхабадське державне художнє училище ім. Ш. Руставелі.
1986 р. — закінчив Центральну експериментальну студію Спілки художників СРСР. 12 років жив і працював у Туркменістані.
По закінченні навчання Яків Мар'янович працював у Торговій палаті та міністерстві побутового обслуговування Туркменістану, займався промисловою та прикладною графікою. Виконані ним товарні знаки, логотипи, етикетки, різноманітні упаковки отримували нагороди та призові місця на Всесоюзних та профільних виставках у Москві, Ризі, Ленінграді (тепер Петербурзі), а деякі із товарних знаків та етикеток друкувалися у Німеччині.
Повернувшись у 1971 році на рідне Поділля, Яків Мар'янович влаштувався у Хмельницькі художньо-виробничі майстерні. Понад 10 років працював тут головним художником, постійно підвищував свій фаховий рівень.
1980—1986 рр. — навчання на п'ятирічних курсах по проектуванню та дизайну при Центральній експериментальній студії Спілки художників СРСР.
1995—2000 рр. — очолює Хмельницьку обласну організацію Національної спілки художників України.
2000—2005 рр. — відповідальний секретар Хмельницької обласної організації Національної спілки художників України. За творчу діяльність, вагомий внесок у розвиток та популяризацію образотворчого мистецтва, художнє оформлення установ культури у 2001 році був нагороджений обласною премією ім. В. Розвадовського. Нагороджений багатьма Почесними грамотами і дипломами різних рівнів.

## Творчість
Палітра творчих пошуків художника багатогранна: проектування інтер'єрів, екстер'єрів, графічний дизайн, оформлення книг, іншої поліграфічної продукції. Яків Мар'янович є автором комплексного благоустрою меморіальних скверів воїнам Великої Вітчизняної війни у місті Хмельницькому, селах Попівці, Давидківці, площі біля кінотеатру «Сілістра». Художником створено експозиції Шепетівського краєзнавчого музею, музеїв М. Островського у Берездові та Ізяславі, краєзнавчого музею в історико-культурному заповіднику «Межибіж». Загалом ним оформлено біля 30 музеїв, розроблено понад 300 фірмових знаків, логотипів, піктограм, десятки буклетів, плакатів, каталогів.

### Основні об'єкти проектування
- Комплексне оформлення інтер'єру магазину «Сувенір» в м. Ашхабаді, Туркменістан (1968)
- Виставка Досягнень Народного Господарства Туркменістану (1970)
- Проектування та оформлення виставок Досягнення Народного Господарства Хмельницької області (1974, 1977, 1982, 1986, 1990)
- Портативна виставка «Хмельниччина-81» в м. Сілістра (Болгарія) (1981)
- Шепетівський краєзнавчий музей (1982)
- Музей воїну-інтернаціоналісту, Герою Радянського Союзу О. П. Онищуку в м. Ізяславі (1983)
- «Художники пропонують художникам» — ландшафтний сюжетно-тематичний благоустрій Центрального будинку Художника на Кримській набережній в м. Москві ЦЕС СХ СРСР (1982), Москва-Сенеж.
- Комплексний проект благоустрою та художнього оформлення будинку вчених в м. Пущіно. Науковий центр біологічних досліджень Академії наук СРСР ЦЕС СХ СРСР Москва-Сенеж-Пущино (1984)
- Комплексний проект «Художники пропонують місту». Проектна концепція по реконструкції та оформленню вулиці О.Кобилянської м. Москва — Чернівці ЦЕС СХ СРСР, (1986)
- Музей М.Островського в смт Берездів (1984)
- Музей М.Островського в м. Ізяславі, (1984)
- «Художники пропонують м. Києву» — серія сюжетно-тематичних проектів малих архітектурних форм до 40-річчя з дня Великої Перемоги, Київ — Седнів (1985)
- Краєзнавчий музей в смт Остропіль (1988)

- Комплексні благоустрої меморіальних скверів: воїнам Другої світової війни 1941—1945 рр. в м. Хмельницькому (1989), с. Попівці Летичівського району (1990),  с. Давидківці Хмельницького району (1990)

- Проектування експозиції міжнародної виставки конкурсних плакатів «Брно Чехія» в театрі ім. Петровського (тепер Хмельницький обласний український музично-драматичний театр ім. Михайла Старицького) (1990)
- Проектування та оформлення зимового саду в Хмельницькому національному банку (1993)
- Музей історії «Промінвестбанку» в м Хмельницькому (1997)
- Проект благоустрою площі біля кінотеатру «Сілістра» в м. Хмельницькому (1998)
- Музей-діорама «Битва Б. Хмельницького під Пилявцями» (1994)
- Гречанське підприємство по забезпеченню нафтопродуктами (1994)
- Експозиція Хмельницької області на Міжнародній виставці «Агро-99» (1999)
- Проект на виконання родинного пам'ятного знака сім'ї О. А. Камбурової, м. Хмельницький (2003)
- Краєзнавчий музей в Державному заповіднику «Межибіж-2006».
- Музей в Хмельницькому обласному ДАІ (2008)
- Музей «Сторінки історії Хмельницької обласної бібліотеки для дітей імені Т. Г. Шевченка» (2009)
- Музей в Хмельницькому центрі ДМСУ (Державна Митна Служба України) (2007)
- Музей с. КопачівкаДеражнянського району (2010)
- Музей Проскурівського підпілля (проект) (2011)
- Музей ДЕПО Гречани в м. Хмельницькому (2012)
- Музей в Університеті управління і права в м. Хмельницькому (2012)
- Музей ПЧ-17 в м. Хмельницькому (проект) (2013)
- Музей Укоопспілки в м. Хмельницькому (проект) (2013)
- Музей в Старій Синяві (проект) (2014)
- Музей в Чернелівській школі Красилівського району (проект) (2014)
- Музей в Обласному управлінні МВС (проект).
- Краєзнавчий районний музей Деражнянського району (2014)
- Хмельницький обласний літературний музей (2015)

Основні виставки
- Міжнародні бієнале

м. Белград, Югославія — 1966 р.
- Міжнародні та зарубіжні виставки

м. Берлін, ЗахіднаНімеччина — 1996 р.
м. Скопія, Македонія — 1997 р.
м. Париж, Франція — 1997 р.
м. Сілістра, Болгарія — 1977, 1981, 1981 рр.
м. Ташкент, Узбекистан — 1968 р.
м. Рига, Латвія — 1969 р.
м. Ленінград, Росія — 1970 р.
м. Москва, Росія — 1980, 1983, 1983, 1984, 1985, 1986 рр.
м. Пущіно, Росія — 1984 р.
м. Чернівці, Україна — 1988 р.
- Республіканські (всеукраїнські тематичні)

м. Ашхабад, Туркменія — 1968, 1968 рр.
м. Київ, Україна — 1980, 1984, 1985, 1990, 1994 р.
м. Тернопіль, Україна — 1996, 1997 рр.
м. Вінниця, Україна — 1998, 1999, 2000 рр.
Персональні, групові
м. Хмельницький, Україна — 1990, 2000, 2010 рр.
м. Хмельницький, Україна — 1973, 1994, 1997, 1998, 2000, 2001, 2002, 2003, 2005, 2007 рр.
м. Чернівці, Україна — 1973, 1988 рр.
м. Нетішин, Україна — 1997, 2001 рр.
Учасник міжнародних і вітчизняних виставок. Твори художника зберігаються у фондах багатьох музеїв, приватних колекціях України та за кордоном.